# Tu-141
Tu-141 (oznaczany też jako M-141, ros. Стриж – jerzyk) – bezzałogowy samolot rozpoznawczy (UAV) opracowywany w biurze konstrukcyjnym Tupolewa w ZSRR od lat 60. XX wieku, rozwinięcie starszej konstrukcji Tu-123.
Długość 14,33 m, rozpiętość skrzydeł 3,88 m, masa całkowita 5370 kg, wyposażony w silnik turboodrzutowy Tumański KR-17A o ciągu 19,6 kN.
Prędkość 1000 km/h, zasięg 1000 km, pułap 6000 m. Wyposażony był w aparaturę rozpoznawczą (aparaty fotograficzne, radary, kamery, aparaty foto. w podczerwieni itp.). Obecnie stosowana odmiana została wyposażona w głowicę bojową z zabudowanej bomby lotniczej FAB-100.
Oblatany pod koniec 1974 r., do służby w ZSRR wszedł w 1979 r., wyprodukowano łącznie 152 egzemplarze. Bezzałogowce tego typu wykorzystywano w ZSRR do 1989 roku. Zmagazynowane statki powietrzne są używane od 2014 roku w Siłach Zbrojnych Ukrainy. 
Bezzałogowce są używane w czasie rosyjskiej inwazji na Ukrainę od 2022 roku.
10 marca 2022 r. Ukraina odpaliła samolot-pocisk, ale doszło do błędu zaprogramowania lotu i zdarzył się incydent w Zagrzebiu. Tu-141 rozbił się około godz. 23 CET na południowo-zachodniej części stolicy Chorwacji.
BSP Tu-141 atakowana jest Rosja. Między innymi w ataku na lotnisko Engels-2 uszkodzono samoloty Tu-95 i Tu-22M.
Jego pomniejszona wersja (blisko dwukrotnie krótsza i czterokrotnie lżejsza) nosi oznaczenie Tu-143 Rejs (Рейс – pol. lot) i oblatana została także w latach 70. XX wieku. Zastąpiona nieznacznie różniącą się od Tu-143 maszyną nazwaną Tu-243 Riejs-D (Рейс-Д), a potem przez Tu-300 Korszun (Коршун – pol. kania).